# マッツ・ルアスレウ
マッツ・ルアスレウ・ラスムッセン（Mads Roerslev Rasmussen、1999年6月24日 - ）は、デンマーク・コペンハーゲン出身のサッカー選手。プレミアリーグ・ブレントフォード所属。デンマーク代表。ポジションはディフェンダー。

## クラブ経歴

### コペンハーゲン
デンマークの首都コペンハーゲンに生まれ、国内強豪クラブであるFCコペンハーゲンで育成された。2016年10月26日、デンマーク・カップのヤンマーブクトFC戦にて、後半からの途中交代でトップチームデビューを飾った。この2016-17シーズン、ルアスレウはトップチームで公式戦4試合に出場し、2017年5月にクラブとの契約を4年間延長した。しかし、翌シーズンになってもトップチームに定着できなかったルアスレウは、スウェーデンのハルムスタッズBKやヴェンシュセルFFにレンタル移籍をするも、アピールに失敗した。

### ブレントフォード
2019年8月7日、イングランドのブレントフォードFCが保有するBチームと2年＋1年延長オプション付き契約を結んだ。2019年10月からトップチームに招集され始めると、この2019-20シーズンはリーグ戦に11試合出場。シーズン終了後に契約をさらに2年延長して、トップチーム昇格が決定した。

### ヴォルフスブルク
2025年1月27日、VfLヴォルフスブルクへ買取OP付きのレンタル移籍で加入することが発表された。

## 代表経歴
2015年からデンマーク代表に招集され、U-17からU-21までの各世代別代表を経験した。